# Elektromagnetické záření

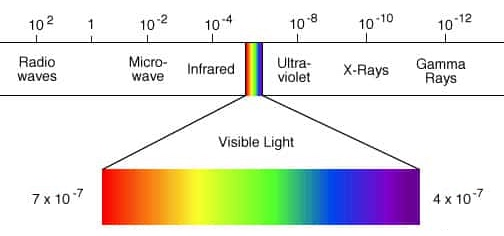
Elektromagnetické spektrum. Viditelné spektrum je jen velmi malou částí celkového rozsahu elektromagnetického záření.

Elektromagnetické záření (viz též elektromagnetické vlny) je příčné postupné vlnění magnetického a elektrického pole tedy elektromagnetického pole. Vztahy a zákonitosti obou polí popisují Maxwellovy rovnice, ze kterých plyne, že elektromagnetické pole je přenašečem elektrické energie. Vnějšími projevy tohoto pole jsou elektrický proud a elektrické napětí.
Elektromagnetické záření se podle vlnové délky dělí na rádiové vlny, mikrovlny, infračervené záření, viditelné záření (světlo), ultrafialové záření, rentgenové záření a gama záření. Tyto typy záření jsou součástí elektromagnetického spektra.
Elektromagnetickým zářením se zabývá obor fyziky nazvaný elektrodynamika (podobor elektromagnetismu). Infračerveným zářením, viditelným světlem a ultrafialovým zářením se zabývá optika. Kvantová elektrodynamika (podobor kvantové fyziky) popisuje elektromagnetické pole mikroobjektů.

## Dualita elektromagnetického záření
Na elektromagnetické záření se dá nahlížet jako na vlnu nebo proud částic (dualita částice a vlnění):
- Vlna elektromagnetického záření je charakterizována rychlostí šíření (rychlosti světla ve vakuu), vlnovou délkou a frekvencí

- Částicí elektromagnetického záření je foton, který je charakterizován energií.
- Elektromagnetické záření o vlnové délce {\displaystyle \lambda } (m) ve vakuu má frekvenci {\displaystyle f} (Hz) a jemu připisovaný foton má energii {\displaystyle E} (J). Vztah mezi nimi vyjadřují rovnice:
{\displaystyle \lambda ={\frac {c}{f}}\,\!},
{\displaystyle E=hf\,\!},  kde {\displaystyle c} je rychlost světla ({\displaystyle c} = 2,998×108 m/s) a {\displaystyle h} je Planckova konstanta ({\displaystyle h} = 6,6252×10−34 J·s = 4,14×10−15 eV·s).

## Rozdělení elektromagnetického záření

Rozdělení elektromagnetického záření: vlnové délky, přibližný rozsah vln, typy záření, frekvence, zdroje, energie.

Řazeno sestupně podle vlnové délky (tedy vzestupně podle frekvence):
- rádiové vlny
  - dlouhé vlny
  - střední vlny
  - krátké vlny
  - velmi krátké vlny
  - ultra krátké vlny
  - mikrovlnné záření, pod které patří i centimetrové vlny a kratší
- terahertzové záření
- infračervené záření
- viditelné světlo
- ultrafialové záření
- rentgenové záření
- záření gama

## Typy a zdroje elektromagnetického záření
Hranice mezi jednotlivými typy elektromagnetického záření není ostrá, přechody jsou plynulé nebo se oblasti jednotlivých druhů záření překrývají. Některé typy záření jsou ještě rozdělena do podskupin.
Zdroje záření rozdělujeme na přírodní (záření vzniká spontánně) a umělé (záření vzniká za přispění člověka). Obecně platí, že jakýkoli elektrický náboj pohybující se s nenulovým zrychlením vyzařuje elektromagnetické záření. Například pokud vodičem prochází střídavý elektrický proud, vyzařuje elektromagnetické záření o frekvenci proudu.
| Typ záření                                      | Rozsah vlnových délek ({\displaystyle \lambda }) v metrech | Přírodní zdroj                           | Umělý zdroj                             |
| záření gama                                     | menší než 10−12                                            | reakce elementárních částic              | betatrony, cyklotrony, jaderné reaktory |
| záření gama                                     | menší než 10−12                                            | reakce v atomovém jádře                  | betatrony, cyklotrony, jaderné reaktory |
| rentgenové záření tvrdé                         | 10−12–10−11                                                |                                          | betatrony, cyklotrony, jaderné reaktory |
| rentgenové záření tvrdé                         | 10−12–10−11                                                | reakce v elektronovém obalu atomu        | betatrony, cyklotrony, jaderné reaktory |
| rentgenové záření měkké                         | 10−11–10−10                                                |                                          | betatrony, cyklotrony, jaderné reaktory |
| rentgenové záření měkké                         | 10−11–10−10                                                | výboj v plynu, elektrický oblouk, jiskra |                                         |
| rentgenové záření mezní                         | 10−10–10−9                                                 |                                          |                                         |
| ultrafialové záření vakuové                     | 10−9–10−8                                                  |                                          |                                         |
| ultrafialové záření blízké                      | 10−8–10−7                                                  |                                          |                                         |
| světlo                                          | 10−7–10−6                                                  |                                          |                                         |
| světlo                                          | 10−7–10−6                                                  | kmitání molekul                          | rozžhavená vlákna                       |
| infračervené záření v blízké oblasti            | 10−6–10−5                                                  | kmitání molekul                          | rozžhavená vlákna                       |
| infračervené záření ve vzdálené oblasti         | 10−5–10−4                                                  | kmitání molekul                          | rozžhavená vlákna                       |
| infračervené záření ve vzdálené oblasti         | 10−5–10−4                                                  | reakce molekul                           | rozžhavená vlákna                       |
| mikrovlny                                       | 10−4–10−1                                                  | tepelné zdroje                           |                                         |
| mikrovlny                                       | 10−4–10−1                                                  | tepelné zdroje                           | kmitání elektronů                       |
| televizní a rozhlasové vlny (velmi krátké vlny) | 10−1–10                                                    | elektronické oscilátory                  |                                         |
| rozhlasové vlny (krátké vlny)                   | 10–102                                                     | elektronické oscilátory                  | atmosférické výboje                     |
| rozhlasové vlny (střední vlny)                  | 102 − 103                                                  | elektronické oscilátory                  | atmosférické výboje                     |
| rozhlasové vlny (střední vlny)                  | 102 − 103                                                  | elektrické obvody                        | atmosférické výboje                     |
| rozhlasové vlny (dlouhé vlny)                   | 103–104                                                    |                                          | atmosférické výboje                     |
| nízkofrekvenční vlny                            | větší než 104                                              |                                          | atmosférické výboje                     |

## Sluneční elektromagnetické záření

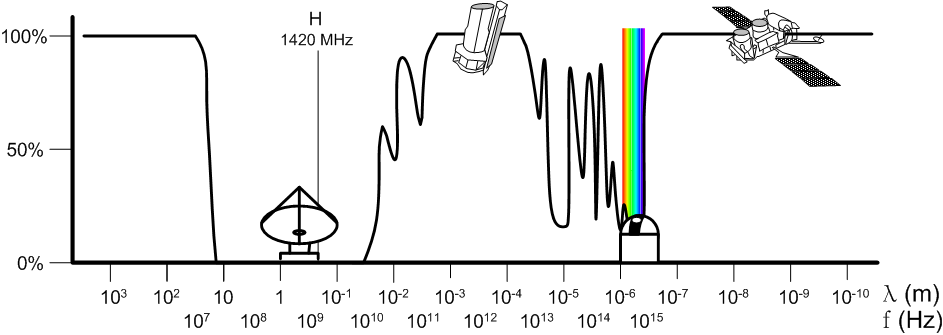
Absorpce slunečního elektromagnetického záření zemskou atmosférou.

Sluneční elektromagnetické záření představuje drtivou většinu energie, která dopadá na Zemi. Vzniká jadernými přeměnami v nitru Slunce. Existují tři hlavní atmosférická okna, kterými záření prochází a dopadá na zemský povrch. Jsou to optické okno (pro viditelné záření), infračervené a rádiové okno. Ta poskytují přímé kanály pro příjem elektromagnetického záření ze Slunce na zemský povrch a pro odchod tepelného záření z povrchu Země do okolního prostoru. Ostatní typy záření jsou atmosférou pohlcovány ve vysokém procentu nebo dokonce ze 100 %.
Spektrum slunečního záření propuštěného zemskou atmosférou lze rozdělit na:
- záření ultrafialové (zanedbatelná část dopadajícího záření)
- záření viditelné (45 % dopadajícího záření)
- záření infračervené (49 % dopadajícího záření)
- záření radiové (zanedbatelná část dopadajícího záření)